# 奧頓維爾 (明尼蘇達州)
奧頓維爾（英語：Ortonville）是一個位於美國明尼蘇達州大石湖縣的都市。根據2010年美國人口普查，該地共人口1,916人，而該地的面積約為9.22平方千米。同時該地也是大石湖縣的縣治。

## 地理
奧頓維爾的座標為45°18′21″N 96°26′38″W / 45.30583°N 96.44389°W，而該地的平均海拔高度為310米（即1017英尺）。